# 녹스쿠트
녹스쿠트(영어: NokScoot, 태국어: นกสายการบินสกู๊ต)은 태국의 저가 항공사로 싱가포르의 스쿠트와 태국의 저가 항공사인 녹에어의 자회사에 해당됐었다.
본사는 태국 방콕에 위치해 있으며 2014년에 설립했다. 또한 사용하고 있는 허브 공항으로 돈므앙 국제공항이 있으며 2015년부터 운항을 시작했다.
2013년 12월 16일에 녹에어와 싱가포르 항공이 새로운 저가 항공사 설립을 위해 방콕에서 양해 각서를 체결했다. 싱가포르 항공이 49% 지분을 소유하고 있으며 또한 태국의 저가 항공사인 녹에어가 51%의 지분을 보유하게 된다.

## 역사
2013년 12월 16일 스쿠트는 보잉 777-200 항공기로 함께 중장거리 노선을 운항하면서 방콕에 새로운 항모를 설립하기 위한 양해각서(MOU)를 체결했다고 발표했다.
이에 녹스쿠트는 태국의 녹에어과 싱가포르에 본사를 둔 스쿠트의 항공사이다.

## 보유 기종
- 2020년 7월 기준으로 녹스쿠트는 폐업 전까지 다음과 같이 보유하고 있었다.

## 사진

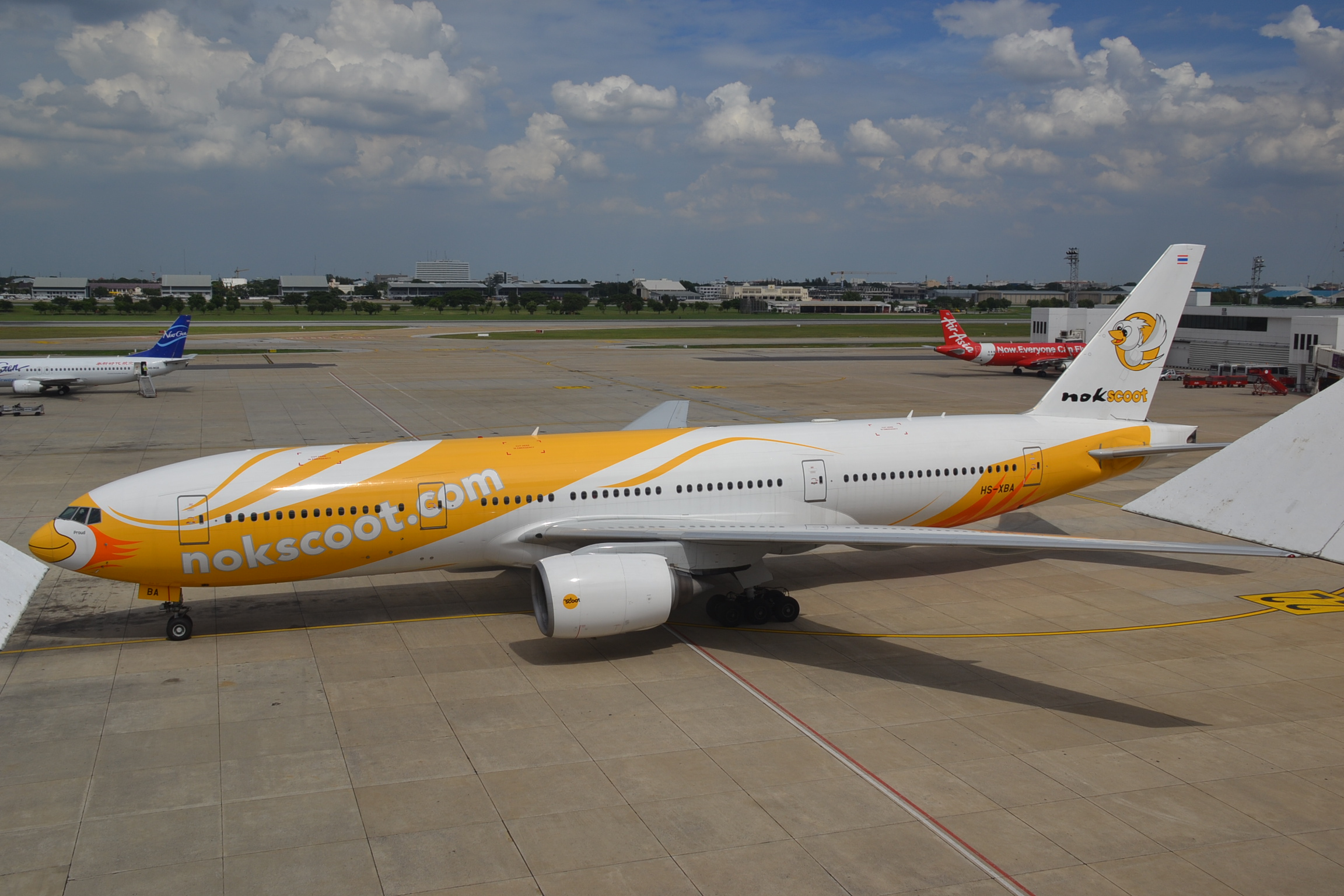
돈므앙 국제공항에서의 녹스쿠트의 보잉 777-200ER

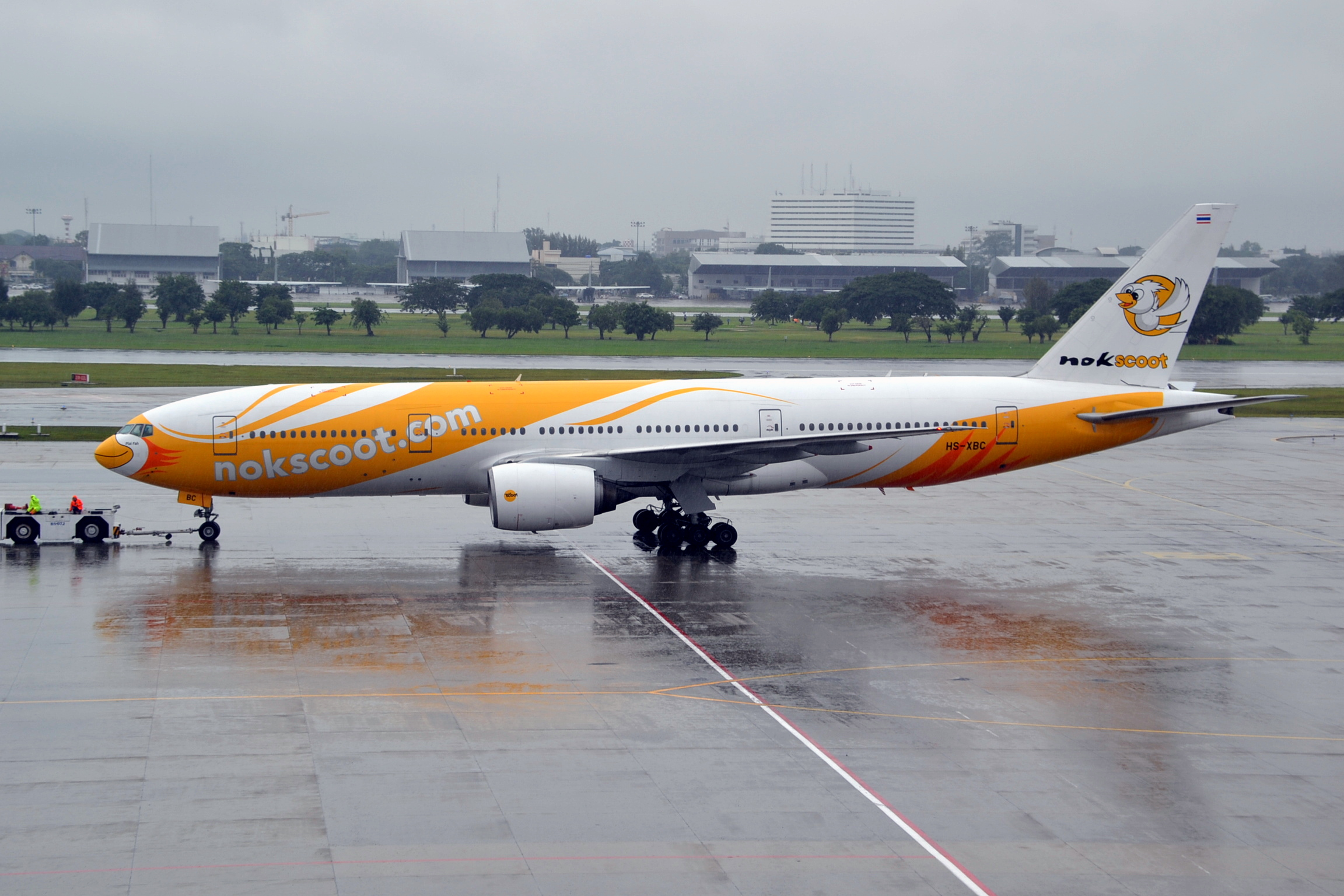
녹스쿠트의 보잉 777-200ER